# Mati (Davao Oriental)
Mati is een stad in de Filipijnse provincie Davao Oriental op het eiland Mindanao. Bij de laatste census in 2007 had de stad ruim 122 duizend inwoners.

## Geschiedenis
Op 24 maart 2007 werd de wet aangenomen die de gemeente Mati in een stad omvormde. Op 18 juni 2007 werd dit middels een volksraadpleging bekrachtigd. Deze omvorming tot stad werd twee jaar later, door een beslissing van het Filipijns hooggerechtshof op 21 mei 2009, als ongrondwettelijk bestempeld en weer ongedaan gemaakt. Eind 2009 kwam het hooggerechtshof echter weer terug op deze beslissing naar aanleiding van het ingediende bewaarschrift.

## Geografie

### Bestuurlijke indeling
Mati is onderverdeeld in de volgende 26 barangays:
| - Badas - Bobon - Buso - Cabuaya - Central - Culian - Dahican - Danao - Dawan - Don Enrique Lopez - Don Martin Marundan - Don Salvador Lopez, Sr. - Langka | - Lawigan - Libudon - Luban - Macambol - Mamali - Matiao - Mayo - Sainz - Sanghay - Tagabakid - Tagbinonga - Taguibo - Tamisan |

## Demografie
Mati City had bij de census van 2007 een inwoneraantal van 122.046 mensen. Dit zijn 16.138 mensen (15,2%) meer dan bij de vorige census van 2000. De gemiddelde jaarlijkse groei komt daarmee uit op 1,98%, hetgeen lager is dan het landelijk jaarlijks gemiddelde over deze periode (2,04%). Vergeleken met de census van 1995 is het aantal mensen met 28.245 (30,1%) toegenomen.
De bevolkingsdichtheid van Mati City was ten tijde van de laatste census, met 122.046 inwoners op 649 km², 188,1 mensen per km².
Baganga · Banaybanay · Boston · Caraga · Cateel · Governor Generoso · Lupon · Manay · Mati · San Isidro · Tarragona